# ユニオンミュージックジャパン
株式会社ユニオンミュージックジャパン（UNION MUSIC JAPAN Co., Ltd.）は、日本の音楽制作会社である。

## 概要
2009年設立。本社は東京都渋谷区代々木に所在。レーベルとしてはインディーズながらCMを流すなど積極的な宣伝を行うのが同社の特徴。マネジメント部門・レーベル部門共に在籍するアーティストは女性ボーカル系に特化。当初は作詞家、作曲家、編曲家等のクリエイターのマネジメントも行っていたが2012年3月終了。

## 所属アーティスト

### マネジメント部門
- 池田彩

### レーベル部門
- 菅崎あみ（所属事務所は系列のユニオンエンタテインメント）
- Carat（所属事務所は系列のユニオンエンタテインメント）
- FUN RUMOR STORY（所属事務所は系列のユニオンエンタテインメント）
- Rani（所属事務所は系列のユニオンエンタテインメント）
- LovRAVE（所属事務所は系列のユニオンエンタテインメント）
- 山本夢（所属事務所は系列のユニオンエンタテインメント）
- Super Break Dawn（所属事務所は系列のユニオンエンタテインメント）
- MANA meets Blue Bajou
- 覇汝家
- RagnaRock
- 大野舞
- Noble rebel
- Saasha
- セットラウンドリー

## 過去在籍者
- C-ZONE（解散）
- C-ZONE7（解散）
- D.N.A（解散）
- MAFINE（解散）
- Verge（解散）
- Ri-Sa.J（自然消滅）
- 咲岡里奈
- Ayummy（糸あゆみ）
- ice
- Spark☆Girls 2010（企画終了）
- Spark☆Girls 2011（企画終了）
- Spark☆Girls 2012（企画終了）
- 梶原茂人：作詞家／作曲家（クリエイター部門終了）
- 田辺裕己彦：作曲家／編曲家（クリエイター部門終了）
- 大貫和紀：作曲家／編曲家（クリエイター部門終了）[1]
- 浅野ケン：作曲家／編曲家（クリエイター部門終了）[2]
- 和田春：作詞家／作曲家／編曲家（クリエイター部門終了）
- 若林愛：作詞家／作曲家（クリエイター部門終了）[3]